# Sören Larsson (journalist)
Sören Larsson, född 20 juli 1925, död 27 december 2022, var en svensk journalist och författare.
Karriären började på Norrtelje Tidning 1949. Han arbetade därefter vid Vimmerby Tidning (1952), Norrköpings Tidningar (1952, 1956–1962), Året Runt, Stockholms-Tidningen, Livs (1962, organ för Livsmedelshandlareförbundet). År 1965 anställdes han som VD under grundandet av Veckans Affärer och var 1967–1969 utvecklingschef på Fackpressförlaget inom Bonnier-sfären. Han arbetade 1969–1985 för Sveriges Television. Från mitten av 1970-talet undervisade han vid Poppius journalistskola, där han 1985 blev rektor. Sitt yrkesverksamma liv dokumenterade han i När jag blev journalist (2010).